# ليونيل ألين شيلدون
ليونيل ألين شيلدون (بالإنجليزية: Lionel Allen Sheldon)‏ هو محامي وسياسي أمريكي، ولد في 30 أغسطس 1828 في الولايات المتحدة، وتوفي في 17 يناير 1917 في نفس البلد. حزبياً، نشط في الحزب الجمهوري. وقد انتخب Governor of the Territory of New Mexico ‏ (9 مارس 1881 – 1885) وانتخب عضو مجلس النواب الأمريكي.